# Via Dolorosa
Via Dolorosa (в превод от латински: „Скръбен път“ / „Път на болката“) e къса улица в Стария град на Йерусалим, по която се смята, че е минал с кръстния си товар Иисус Христос към Голгота – мястото на неговото Разпятие. Тя се нарича с това име заради страданията, които Исус е понесъл при ходенето по нея. 
Улицата е част от целия „Път на кръста“ или „Кръстен път“, който Христос е изминал, като е носил върху себе си кръста, на който най-накрая е бил разпънат. На Виа Долороса има 9 от 14-те спирки на Кръстния път на Христос. Последните пет спирки са на територията на храма „Божи гроб“.
Термините „Виа Долороса“, „Път на болката“ и „Кръстен път“ се използват символично, за да опишат път, покрит с препятствия и трудности.
Via Dolorosa е тясна и крива уличка, свързваща крепостта Антония с църквата „Възкресение Христово“, и има дължина около 600 метра, като днешното ѝ трасе е установено през XVIII век. Виа Долороса започва от Мюсюлманския квартал, на север от Храмовия хълм (Temple Mount), и завършва в църквата на Светия гроб в Християнския квартал. Тя е известно място за християнско поклонение.

## Място в християнството
Новият завет описва в 4-те Евангелия страданието на Исус, което включва агонията на живота му: затварянето му от евреите по време на Пасхата, разпитът му от Синедриона, отричането от неговите ученици, изпитанието му пред римския прокуратор Пилат Понтийски и неговото разпъване.
Смъртта на Исус оставя неговите ученици и последователи в голяма криза и представлява точка на промяна в тяхното богословско разбиране, защото Исус е бил смятан за месия. Традиционната еврейска традиция от периода на Втория храм е видяла велика и силна фигура в Месията, като цар или човек с божествени качества, които биха изкупили еврейския народ от Рим и никога не умират (както в Книгата на Даниил).
Такава концепция не можела да приеме образа на страдащ, преследван и разпънат месия, и затова доста вярващи в Исус претърпяли религиозна метаморфоза: невъзможността за смърт на героя, с която Исус избра да спаси човечеството от наказанието за първородния грях на Адам и Ева. Сега Исус е представен като доброжелателна жертва, човешка жертва, чрез която човешките същества ще получат божествена благодат и лично изкупление.
Улицата е популярно място за християнските поклонници. Кръстният път се състои от 14 поклоннически спирки (станции), на всяка от които нещо се е случило на Исус по пътя му. Девет от станциите са на Виа Долороса разпръснати по пътя, а последните 5 станции са в църквата на Божи гроб.

## История на улицата
В първите векове след смъртта на Исус понятието „Виа Долороса“ не съществува и няма следа от сегашните станции. Въпреки това е имало християнски поклонници, които следвали приблизителен път от своя Исус от Гетсиманската градина или от Претриум (място на закона) до Голгота. Следователно посоката е била от изток на запад. В края на византийския период е било обичайно да се върви от долината на Кидрон в посока на църквата „Св. Петър“ в Гликантън, по хълма Сион, до църквата „Света София“ (която не е известна със сигурност) и от там до Голгота. Следователно маршрутът е от изток на юг и оттам на север. Но всичко това са били само спекулации, тъй като Йерусалим е бил почти напълно унищожен от разрушаването на храма през 70-те години. Местата и сградите са били разрушавани и възстановявани много пъти, така че е невъзможно да се реконструира последното пътуване на Исус.
Огромната популярност на традицията Виа Долороса в Европа оказва голямо влияние върху това, което се случва в Ерусалим. Тя довежда францисканците, за да копират станциите на Виа Долороза, на които е забранено да се покланят в църквата на Божи гроб, така че поклонниците да могат да минат през тях и да носят подходящите молитви. Останките от тези спирки все още съществуват в църквата, като затвора на Исус или мястото на бичуването.
Пътят, който познаваме днес, до голяма степен е дело на Францисканския орден, който през 1342 г. е назначен за попечител на светите места в Израел. Изграждането на спирките по Виа Долороса е част от францисканска идеология, която защитава религиозната география: създаването на свети места, за да се привлече постоянно (или поне поклонническо) присъствие на централни места. Тази идеология е родена след провала на предишни опити за създаване на факти на земята със сила, като завоевателите на кръстоносците.
Професор Рони Еленблум повишава мотивацията за създаването на маршрута Виа Долороса в Йерусалим през XIV век с икономическия просперитет, който градът получава, когато мамулюкският емир на Tанакхис е възстановен в Йерусалим през 1820-те години. Тогава мюсюлманите се тълпяли в Йерусалим и построили ханове, ханати, заухахи и други обществени и религиозни сгради, особено около Храмовия хълм. Францисканците погледнали тревожно към Мюсюлманския квартал, който се формирал на север и на запад от Храмовата планина (днешния мюсюлмански квартал) и се страхували, че няма да има отворен коридор за християнските поклонници между църквите на Маслиновата планина и църквата на Божия гроб. Затова те решават да създадат „християнска ос“, която да премине през мюсюлманския квартал и да започне да пренася традиции като закона, бичуването и т.н., които са били известни дотогава на планината Сион. Францисканците дори добавили традиции, които не са споменати в Новия Завет, като например срещата с Вероника (шестата спирка) или падането на Исус (трета, седма и девета). Тяхната надежда, че тези станции ще се считат за християнски активи, които не могат да бъдат увредени или преместени, се основава на споразумение, подписано с правителството на Мамлюк през 1333 г., в което властите признават собствеността на францисканите върху християнски религиозни обекти като планината Сион, части от църквата на Светия гроб и църквата на гроба на Мария. Първоначално тези нови традиции са били неизвестни, например Николо да Погибонси описва в книгата си  места в Йерусалим, които е посетил през 1346 г. и където днес е станция 3 (Исус пада за първи път), той казва, че Исус се е сблъскал с майка му, която го е срещнала (сега спирка 4), и Исус говори на дъщерите на Ерусалим (сега спирка 8, на около 150 метра), но не споменава събития, които се случили според историята преди спирка 8, като например помощта на Шимон Киренейски в носенето на кръста (сега спирка 5).
Първите станции, които се появяват на поклонническите маршрути, са срещите със Шимон от  Кирена и жените от Йерусалим. След тях идват някои повече или по-малко преходни станции като къщата на Вероника, къщата на Шимон Фарисея, къщата на богаташа (от притчата за Лазар) и къщата на Ирод. 
Тези подредби между европейското въображение и физическото място продължават през следващите шест века. Още през 19-ти век е имало общо споразумение само за местата на първа, четвърта, пета и осма гара. По ирония на съдбата археологическите разкопки през 20-ти век показват, че ранен маршрут на Via Dolorosa през Западния хълм е по-вероятен.
От самото начало на францисканската администрация развитието на Via Dolorosa е тясно свързано с религиозните дейности в Европа. Орденът на малките братя е бил пламенен защитник на преданата медитация като средство за достъп и разбиране на Страстите на Исус. Графиците и писмените ръководства, които те написват, като Meditaciones vite Christi (Медитации върху живота на Христос), са били широко разпространени в Европа.
Такава литература е създадена според библейските описания на Via Dolorosa, във времето между присъдата на Пилат над Исус и разпъването на Исус. И в четирите евангелия обаче има само няколко изречения с тези описания. През 14-ти век няколко събития белязват гарите на Via Dolorosa, повлиявайки както на религиозната литература, така и на самия физически облик на Йерусалим.
Процесът на кристализиране на Виа Долороса се ускорява значително в средата на 15 век, когато францисканците са били изгонени от планината Сион, като е създаден уникален молитвеник, адаптиран към станциите на Виа Долороса, позволявайки на поклонника да следва пътя от началото до края. 
Въпреки това маршрутът, начертан от францисканския орден, остава неизкопан от стотици години. Това е отразено в самия маршрут, който е претърпял промени, както и в броя на спирките, тяхното местоположение и събитието, предназначено да ги отбележи. Уилям Уей например споменава 14 спирки през 15 век, но само 5 са идентични с днешните спирки, докато останалите седем са много слабо свързани с пътя на страданието (като „Ша'ар Ха'ир“ или „Къщата на Ирод“). Друг пример може да се намери в книга, написана от Адричомиус през 1584 г., в която само 12 спирки са идентифицирани към обичайните спирки днес. Във всеки случай надеждата на францисканците за християнско присъствие по Виа Долороса е била загубена през 16 век поради забраната, наложена от мюсюлманските османци на християнските поклонници да изпълняват религиозни ритуали в близост до спирките и дори да се задържат зад тях.
По ирония на съдбата, традицията на Виа Долороса е била укрепена в Европа, докато в края на 17 век тя започна да процъфтява там в църквите на францисканците. Под патронажа на папа Инокентий XI, на стените на църквите са висяли картини, показващи станциите (и дори само цифрите, които ги маркират), а публиката и била повиквана на път от „спирка“ до „спирка“, за да се наслаждава на прощението. През 1731 г. папа Климент XII разширява обичая до всички католически църкви, при условие, че символите на станциите са поставени по стените от член на францисканския ред. Климент XII е и този, който най-накрая определя броя на спирките на 14.
През 19 век, с отмяната на много от законите на Омар и подобряването на статута на чужденците в Османската империя, поклонниците масово се връщали на спирките на Виа Долороса. Днешният поход се смята за един от акцентите на посещението на поклонника в Израел.
Процесиите Via Dolorosa в Европа не са престанали да съществуват и те се провеждат не само в църквите, но и на много други места. Известна процесия се провежда всеки петък от францисканците в римския Колизеум. През 1991 и 1994 г. папа Йоан Павел II участва в тази процесия, различна от спирките на страданията в Ерусалим и тяхното подреждане. Тази процесия започва, например в историята на Исус, от Гетсиманската градина и продължава с предателството на Юда, убежденията на Исус, неговото ходене по Виа Долороса и неговото разпъване. Общото за всички спирки в тази процесия е, че всички те отбелязват събития, които са изрично описани в Новия завет, а не по-късни традиции, като например Виа Долороса в Йерусалим.
За разлика от средновековните стъпвания на Виа Долороса, които имат за цел да осигурят на вярващия прошка и изкупление, тези паради служат днес като религиозно-духовно събитие за обществото или индивида. Ходенето през мъките на Исус се разглежда като процес, който човек трябва да преживее със себе си, и затова той може да реши с кои части на Христовото страдание той се идентифицира, доколкото „спирките“ му изглеждат значими. Следвайки този иновативен подход, католическата църква е приела широка промяна, наречена „Нов кръстопът“, която се прилага например във Филипините. Този път започва от Тайната вечеря, минава през станции с религиозно и лично значение и завършва с Възкресението на Христос. Спирките на Новия кръст са: Тайната вечеря, скръбта на Исус в Гетсимания, Исус пред Синедриона, бичуването и коронацията с трънената корона, налагането на кръста, падането, отпътуването на Шимон от Кирина, за да носи кръста за Исус, който се върнал към покаянието, Йоан и Мария, майката в подножието на кръста, разпятието, погребението и възкресението.
Трасето на сегашната Via Dolorosa с библейския път се основава на предположението, че преториумът е бил близо до крепостта на Антоний. Въпреки това, както еврейският елинистически философ Филон Александрийски, така и Йосиф Флавий свидетелстват в края на I век, че римските управители на провинция Юдея, които управляват от Приморска Кесария, са живели в двореца на Ирод, когато са били в Йерусалим и са произнасяли присъди на тротоара точно пред двореца, а осъдените също са били бичувани там. Йосиф Флавий подчертава, че дворецът на Ирод е на западния хълм  и наскоро (2001) е преоткрит на ъгъла на Кулата на Давид и портата на Яфа. Освен това археолозите са потвърдили, че преди промените на Адриан в Елия Капитолина е имало голям открит воден басейн в непосредствена близост до крепостта на Антоний. 
През 2009 г. израелският археолог Шимон Гибсън открива останките от голям павиран двор при портата на Яфа между две стени на крепостта, външна улица и улица, водеща към казармите. Дворът съдържа повдигната платформа от около 2 м2. Проучванията на руините на преториума, отдавна смятани за римски казарми, показват, че е имало само наблюдателна кула. Тези места „пасват идеално“ на маршрута, описан в Евангелията, и се вписват с подробности от други древни писания.
Маршрутът, маркиран от Гибсън, започва от паркинга в арменския квартал, след това минава покрай османските стени на Стария град, точно покрай кулата на Давид близо до портата на Яфа, преди да завие към базиликата на Божи гроб. Нови изследвания показват също, че мястото на разпятието е с размери 2 m2.  

## Поклоннически спирки
От всичките 14 спирки (станции) на Виа Долороса, 9 са разположени между алеите на Стария град на Йерусалим, мюсюлманския квартал и християнския квартал, по улица „Via Dolorosa“, улиците „El Hagi“ и „Press Olive“. Община Йерусалим отбелязва спирките по 2 начина: единият е кръгла метална плоча, закрепена на стената, с номер на спирката на латински, а вторият е настилката на входа на спирката, построена в полукръг. Повечето от спирките принадлежат към католически общности, включително арменски католици, мелкити (гръцки католици), коптски католици или францискански манастир.

### Спирка 1: Осъждането
Първата спирка на Виа Долороса е създадена през XVI век в Претриум – мястото, където са осъждани християнската традиция и Христос като заговорник срещу царството от римския прокуратор Пилат Понтийски. Изпитанието на Христос е описано в Новия Завет, Евангелието на Матей, глава 27, 11 – 14 и 24.
Християните идентифицирали мястото с крепостта Антония, която била издигната в дните на Храма на север от Храмовата планина. Идентифицирането на мястото накарало кръстоносците да издигнат „Параклиса на почивката“, който представлява затвора, където е бил задържан Исус преди съда му. Мястото е претърпяло многобройни превъплъщения и е било използвано и като гроб в дните на Саладин; Мадраса (мюсюлмански Бейт Мидраш), където е живял губернаторът на Мамлюк; Кметство и др. От 1923 г. мястото се използва като мюсюлманско училище за момчета с име Омария. В двора на училището все още може да се види част от настилката на Виа Долороса от периода на кръстоносците. Оригиналното стълбище, по което според християнската история Исус се изкачва от улицата към преторията, се освещава и се нарича „Скала Санта“ (свещените стъпки). Тези стъпки са били извадени от земята и пренесени в Рим през IV век от Елена, майката на император Константин, където те все още са запазени в църквата „Санта Скала“.
В петък шествие на францискански монаси, придружено от много поклонници, напуска Претриум. Процесията възстановява стъпките на Исус по 14-те спирки на Виа Долороса, имитирайки събитията там. За целта един от участниците играе ролята на Исус, като носи голям дървен кръст и поставя венец от тръни на главата си, а публиката представя с него събитията, които се случват на всяка станция. По време на шествието тълпата спира на спирките и произнася предписаните молитви. Също така е обичайно да се казва след всяка спирка молитвата „Stabat Mater“ (Неизвестна майка).

### Спирка 2: Бой с камшик и принуждаване на кръста
Втората спирка на Via Dolorosa се състои от две църкви, всяка от които е в памет на събитие: първото е бичуването, която отбелязва унижението на Исус от римските войници, а второто е слагането на кръста на гърба му от Пилат Понтийски. Двете църкви са разположени в един комплекс, принадлежащ на францисканците, който включва и Археологическия музей на Францисканската школа на Библията.
Църквата на Бичуването е увековечава в Новия Завет, Евангелието на Йоан, глава 19. Там е била издигната църква по време на периода на кръстоносците, а след като е била разрушена, тя е била възстановена между 1927 – 1929 г. от Антонио Барлуци, който разчитал на останките от църквата на кръстоносците. Венецът от тръни, поставени върху главата на Исус, е вдъхновение за цялата конструкция и е вграден във входа на църквата, мозаечния под и купола.
Параклисът на убеждението и принудата на Кръста е втората църква във втората спирка на Виа Долороса, която увековечава разпятието на гърба на Христос в началото на пътя. Църквата е построена през 1903 или 1904 г. върху руините на византийска или средновековна църква. Големи, набраздени камъни, които са били част от павираната улица (Littosratus), която се простира до близките сестри от Сионския манастир, са били включени в част от етажа на църквата. Според християнската традиция процесът на Исус е бил на пода на тази улица, но археолозите са съгласни, че това е по-късна настилка от периода на Втория храм, вероятно от втория век от времето на Аелия Капитолина. Тъй като няма мюсюлманско училище, поклонниците не могат да влизат редовно в него или да му се покланят. В резултат на това традицията на убеждението е прехвърлена от Префектурата на втора спирка, а днес тя се чества в Параклиса на Кръста, чието име понякога се нарича Параклисът на осъждането и потискането на Кръста.

### Спирка 4: Среща на Исус с майка си Мария
Новият завет не споменава срещата между Исус и майка му по време на Кръстния път, но популярна традиция въвежда една станция. Ораторията на Арменската католическа църква отбелязва тази станция. Люнетът над входа на параклиса описва това събитие в релеф, издълбан от полския художник Зиeлиeнски. Ораторията, наречена „Богородица от Крампите“, е построена през 1881 г., но в криптата са запазени някои от останките от византийски сгради, които са били на това място, включително мозайка.

### Спирка 5: Шимон от Кирена помага на Исус да носи кръста
Петата спирка се намира на пресечката на улиците Виа Долороса и Хагаи (Hagai) в източния край на Виа Долороса, до „Параклиса на Шимон Киренееца“ – францисканска сграда, построена през 1895 г. Тя отбелязва помощта, която Шимон от Кирена предлага на Исус да носи тежкия кръст на гърба му. Надписът в архитрава на една от вратите на параклиса се отнася за синоптични събития. За разлика от събитията на много спирки на Виа Долороса, това събитие е описано в Новия Завет: „И когато го изведоха от там и бяха донесени от един човек от земята, и нарекоха името на огнен човек, и туриха на него разпятие, за да носят още един от пленниците“. Въпреки че това събитие е описано в трите евангелия, Евангелието от Йоан не го споменава, а подчертава част от начина, по който самият Исус носи кръста. 
За Шимон не се знае нищо, освен че е роден в град Кирена, който тогава е бил гръцка колония в района на днешната Либия, и че е „Аби алкессандрос врупос“. Според неговото еврейско име може да се заключи, че в Ерусалим е пристигнал като поклонник за Пасха. Актът на Шимон се възприема сред християните като благороден и достоен за възпоменание и те го виждат като един от първите „маниаци“ – евреи, които приемат месианството на Исус в началото на християнството. Тази гледна точка не съответства на описанието в Евангелието на Матей и Евангелието на Марко, в което изрично е заявено, че римляните са принудили Шимон да помогне на Исус против волята му.
Преди 15-ти век това място се е считало за „Къщата на бедните“ и е построено като пета спирка, поради причина  името се препраща към историята на Св. Лука за богаташа (гмурка) и Лазар, (Лука 16:19-30). До Къщата на бедняка има арка над улицата, а къщата със свода трябва да представлява „Къщата на богаташа“ . Тези къщи обаче датират от Средновековието , а разказът за Лазар и богаташа днес обикновено се смята за притча .
Според свидетелството на християнския поклонник Рикардо от Монте-Кроче, който посетил Йерусалим в края на XIII век, на петата спирка францисканците са имали молебен параклис. Османците, които забранили християнското богослужение на Виа Долороса, премахнали францисканците от мястото и унищожили параклиса. На стената, останала от разрухата, християните поставили увиснал камък, създаден по традиция, след като Исус се опира на него по пътя си към разпъването. Евреите и мюсюлманите са плюели на камъка, за да изразят своето отвращение към Исус и християнството. През 1889 г. мястото се връща на францисканците и те изграждат нов молебен параклис, маркиращ петата спирка. Стената с увиснал камък е била включена в новия параклис, а поклонниците минават покрай нея и я целуват. Параклисът е напълно реновиран през 1982 година.

### Спирка 6: Вероника избърсва лицето на Исус
Средновековната римокатолическа легенда изобразява парче облекло, известно като „Шалът на Вероника“ (лат. Sudarium). Според християнската традиция Исус избърсва лицето си с носна кърпа, дадена му от благочестивата жена Вероника по време на Кръстния път.
Света Вероника Йерусалимска среща Исус по Кръстния път за Голгота. Когато тя спира да изтрие кръвта и потта от лицето му с носната си кърпа, образът на Исус, отражението на лицето му остава отпечатано върху платното. Реликвата се съхранява в светилището на Манопел, място в Абруцо, в подножието на Майела, недалеч от Пескара. Носната кърпа на Вероника и образът на Исус преди разпятието се различават от образа на Исус след разпятието на често асоциираната Торинска плащаница. 

Сегашната шеста станция е създадена през 19-ти век от гръкокатолиците, когато купуват руини от 12-ти век и построяват църква „Светото Лице и Св. Вероника“, твърдейки, че Исус е срещнал Вероника пред къщата ѝ и че нейната къща е точно там. Част от църквата са останките от сгради от 12 век, включително сводовете на църквата „Свети Козма и Дамян“, построена от кръстоносците. Днешната сграда се управлява от Малките сестри на Исус и не е отворена за обществеността. 

### Спирка 8: Исус говори на дъщерите на Ерусалим
Осмата спирка отбелязва епизода, описан в Евангелието от Лука (23: 27–31), единствения описан сред каноничните евангелия, в който Исус среща „благочестиви жени“ по пътя си и е готов да спре и да им произнесе реч. Сегашната осма спирка се намира до гръцкия православен манастир „Св. Харалампий“, на който в стената са издълбани буквите IC XC / Ника (гр. „победа“) и релефен кръст.

### Спирка 11: Исус е прикован на кръста
Единадесетата спирка, разположена на няколко крачки от десетата станция вътре в църквата на Гроба Господен, възпоменава мястото, където Исус е бил прикован на кръста, както е описано в Новия Завет: „Приковаването на кръста се разглежда в християнството като много значима стъпка по пътя към разпъването на кръста, защото това е паралелно събитие с обвързването на Исаак: както Авраам подготви единствения си син Исаак за жертва, така Бог подготви единствения си син за жертва, за да изкупи греховете на човечеството. Бил оставен прикован на кръст и умрял.“
11-та спирка, която е параклис, принадлежащ на францисканския орден, се намира в южната половина на зала Голгота (в другата половина е 12-та спирка). Стените на параклиса са украсени с мозайки, направени от италиански художници като част от обширна реновация, извършена на мястото през 1937 г. от Антонио Берлускони. Древните части на параклиса са сребърен олтар, подарен от Фердинанд I Медичи през 1588 г., и фигурата на портрет на Исус в мозайка от периода на кръстоносците, изложена на срещата на сводовете на тавана.

### Спирка 12: Исус умира на кръста
Зала Голгота е дом на 12-та спирка, която показва мястото, където според традицията е бил разпнат и умрял Исус. Това събитие е описано в Новия Завет като космическо събитие на смесване на световете, силно земетресение, повреда на Храма и възкресение на мъртвите (Евангелие от Матей, глава 27, 54-45).
Завесата в храма отделя света от „Светая Светих“. Описанието на нейното разкъсване по време на смъртта на Исус символизира в очите на християнството премахването на светостта от народа на Израел и обръщението на Бог към всички народи, а не само към него. Нарушаването на Светая Светих символизира премахването на уместността на еврейското поклонение в Храма, включително жертвоприношенията, принасяни в него, тъй като окончателната и абсолютна жертва вече е принесена.
Това е съобщението на езическия римски войник (Свети Лонгин), че Исус е „затварянето на кръга“ с подобно съобщение, което е дошло от небето след масата в Йоан Кръстител: „Насочете се и почивайте върху него. И ето, глас от небето каза: „Това е моят приятел, когото потърсих.““ (Евангелие от Матей, глава 3, 16-17). Прието е най-вече от езичниците.
12-та станция принадлежи на гръцките православни и се намира в северната половина на зала Голгота. Разликата между двете половини на залата е осезаема: 11-та станция принадлежи на тъмните и сдържани католици, а 12-та станция е на гърците, цветна и пълна с маслени лампи, орнаменти и икони. На тази станция гърците по своя метод представят точното място, където е стоял кръстът, а тълпата е поканена да се наведе и да докосне човек на пода на Голгота чрез кръгъл сребърен диск.
Оттук в скалата се спуска пукнатина, която стига до параклиса на първия човек, който живее в корема на Голгота. Според християнската традиция тази пукнатина е създадена при силното земетресение, което е причинило смъртта на Исус. Кръвта на Исус тече през пукнатината до черепа на първия човек (който традиционно е погребан в пещерата на дъното), а докосването на кръвта на върховната жертва върху черепа на най-големия грешник символизира пречистването на човечеството от първородния грях.

### Спирка 13: Свалянето от Кръста и успокояване болката на Дева Мария
Тринадесетата спирка е посветена на Свалянето на Исус от Кръста и на голямата скръб на Дева Мария за смъртта на сина си. Спирката включва малък олтар и статуя в образа на плачещата майка, докарана от Лисабон през 1778 г. Спирката принадлежи на францисканците и се намира между 11-ата и 12-ата спирка.
Традицията на тази спирка е едва от края на XVIII век и се приема главно от францисканците. Повечето от поклонниците продължават традицията на миналото, според която камъкът на Месията е на 13-ата спирка, която представя спускането от Кръста. Този камък, изработен от червен мрамор, се намира в подножието на хълма Голгота, срещу главния вход на църквата. След като е свалено от Кръста, тялото на Месията Исус е било поставено върху камъка, на който е намазано с масло, пречистено и покрито с плащаница (покривка). Някои хора приписват на камъка лечебни свойства и се покланят върху него.
На стената срещу Месианския камък е разположена дълга трипластова мозайка, изобразяваща събитията, които се случили на Исус след смъртта му: отстраняването му от Кръста, пречистването му върху камъка и погребението му в гроб.

### Спирка 14: Исус е положен в гроба
Последната спирка по пътя на страданието на Исус е неговият гроб, който според Писанието в новият завет е личната гробница на Йосиф Хармати (Евангелие от Матей 27, 57-60).
На няколко метра от погребалния параклис, в района на параклиса на сирийците, се намира еврейска гробна пещера от периода на Втория храм. Тази пещера е солидно доказателство, че тази област е била извън границите на Йерусалим по това време и подсилва твърдението, че Исус е бил погребан на мястото, което тогава е било използвано като еврейско гробище.
Елена, майката на император Константин, който за първи път построява църквата на Гроба Господен през IV век, заповядва да се построи на гроба на Исус адикола (храм) - великолепна мемориална структура, изработена от мрамор. По-късно около залата е построена ротонда (кръгла зала), която се използва от поклонниците за събиране и чакане на опашка за входа на гробницата в залата. Съществуващата зала не е оригиналната, а е построена през 1810 г., след като предшественицата ѝ е разрушена през 1808 г. при пожар, избухнал в църквата. Тази зала е построена от гърци по приноса на руския цар и в резултат куполът ѝ е направен от голям конус, символизиращ руската корона.
Гробницата е разделена на две: входна стая, наречена „Параклисът на ангелите“ и вътрешна стая, където се намира самата гробница. Преходът между параклисите е през нисък и тесен отвор. В параклиса на ангела се вижда част от камъка на свитъка, който затваря гробницата. Отстрани на този параклис има кръгли отвори, използвани за изнасяне на „Свещения огън“ на публиката в светлата събота на Великден. В гробницата винаги светят 43 огнени лампи: 13 на латинците, 13 на гърците, 13 на арменците и 4 на коптите. Гробницата е покрита с мраморна плоча, а над нея има три релефа, изобразяващи възкресението на Исус. Гробницата е празна, тъй като според преданието Исус е възкресен след три дни, както се вижда от жени, посетили гробницата му:
| „ | Те бяха изпълнени със страх и наведоха глави към земята. „Защо търсите живите сред мъртвите? – попитаха те. – Спомнете си какво каза той, когато беше в Галилея. Той каза, че „Човешкият Син трябва да бъде предаден на грешните хора и да бъде разпнат, и на третия ден да възкръсне“.“ | “ |

 (Евангелие от Лука, Глава 24, 1-7.)
За да дадат положителен край на Пътя на Долороса, някои християни отбелязват 14-та станция, посветена не само на погребението на Христос, но също и на неговото възкресение. Този възглед произтича от богословско-историческа разлика между сектите в християнството: докато католиците наблягат на смъртта на Исус и наричат мястото „Църквата на Гроба Господен“, православните наблягат на неговото възкресение и го наричат „Църквата на Възкресението“. През последните години има влияние на православното схващане върху католиците и много от тях възприемат мнението, че 14-та спирка е не само място на смъртта на Христос, но и символ на Неговото възкресение. Някои виждат това като две отделни спирки на едно място: 14-та спирка, която символизира погребението, и 15-та спирка, която символизира възкресението.

## Фотогалерия
- Лифостротон от първата спирка
- Маркиране на втората спирка – Параклисът на кръста
- Скулптура в Църквата на осъждането и налагането на кръста
- Забранената статуя на Исус в разпятието на кръста – втората спирка
- Маркиране на третата спирка – Исус пада за първи път
- Маркиране на шестата спирка – Вероника изтрива лицето на Исус
- Параклис на спирка 6: Вероника избърсва лицето на Исус
- Маркиране на осма спирка – Исус говори на дъщерите на Ерусалим
- Спирка 9: Исус пада за трети път под кръста
- Вход на параклиса на деветата спирка (вдясно) с коптски монах
- 10-та спирка: Исус е съблечен